# Lev (znamení)

Znamení Lva

Lev je páté astrologické znamení zvěrokruhu mající původ v souhvězdí Lva. V astrologii je Lev považován za pozitivní a extrovertní znamení. Je také považován za ohnivé znamení a je jedním ze čtyř pevných znamení. Lev je podle astrologie ovládán Sluncem.[zdroj?]
V západní astrologii je Slunce v konstelaci Lva zhruba od 22. července do 23. srpna. V sideralistické astrologii je v ní zhruba od 14. srpna do 7. září.[zdroj?]